# Curtil-sous-Buffières
Curtil-sous-Buffières – miejscowość i gmina we Francji, w regionie Burgundia-Franche-Comté, w departamencie Saona i Loara.
Według danych na rok 1990 gminę zamieszkiwały 73 osoby, a gęstość zaludnienia wynosiła 14 osób/km² (wśród 2044 gmin Burgundii Curtil-sous-Buffières plasuje się na 837. miejscu pod względem liczby ludności, natomiast pod względem powierzchni na miejscu 1224.).